# القتلة (فلم)
القتلة (بالإنجليزية: Assassins) فيلم حركة وإثارة أمريكي إنتاج عام 1995. الفيلم من إنتاج وإخراج ريشارد دونر ومن تأليف الواجوفسكي وأيضا براين هيليجلاند. أبطال الفيلم هم سيلفستر ستالون، وأنتونيو بانديراس، وجوليان مور

## الحبكة
روبرت راث (سيلفستر ستالون) هو قاتل مأجور لا يريد أكثر من الاستقالة والخروج من المهنة؛ حيث تطارده ذكريات الماضي حيث قام بقتل صديقه ومعلمه نيكولاي. وهو شخص كئيب، تلقى قاتل مأجور أخر قبله رسالة توضح الهدف المراد التخلص منه. هذا الشخص تبين أنه ميغيل باين (أنتونيو بانديراس) وهو قاتل مأجور زميل له ومنافس له.
أصبح راث يريد معرفة من أرسل ميغيل باين، وقدم له المقاول (من يزوده بالأهداف المراد قتلها) مهمة والتي ستسمح له بالتقاعد حيث أن أجرها كبير وهي: قتل أربعة مشترين هولنديين وقرصانة حاسب آلي تدعى إليكترا (جوليان مور)، واسترداد القرص الذي تبيعه إليكترا للمشترين ويحتوي على معلومات خطيرة وحساسة. كانت إليكترا تضع كاميرات في جميع شقق المنزل التي تقيم فيه وتتجسس على جيرانها وكأنها تشاهد التلفاز.
تم تعيين باين لقتل إليكترا. قتل باين الأربعة مشترين الذي اكتشف فيما بعد انهم عملاء انتربول ولو يتمكن في البداية من قتل إليكترا، وجاء راث لقتل إليكترا ولكن للمرة الأولى يتغير من داخله ويقرر عدم قتلها. اتفق راث مع إليكترا على أخذ القرص وبيعه للمقاول ويتقاسموا المال معاً. وعند ذهابه لاستبدال القرص بالمال، كان المقاول يريد قتله فبعث له حقيبة بداخلها قنبلة بدلاً من المال. لحسن الحظ كانت إليكترا قد استبدلت القرص فلم تكن واثقة من عودة راث.
استخدم المقاول ميغيل ليقتل راث وإليكترا ويستعيد القرص. الآن أصبح هدف للقتل يريد الاستفادة من الموقف وأخذ ما يمكنه من الأموال له ولإليكترا مقابل القرص وتجنب باين. مع تسلسل الأحداث أراد ميغيل قتل راث بنفس الطريقة التي قتل بها راث نيقولاي وفي نفس المكان .
اكتشف راث في النهاية ان نيكولاي حي وهو من أرسل ميغيل لقتله.

## فريق العمل
- سيلفستر ستالون: روبرت راث.
- أنتونيو بانديراس: ميغيل باين.
- جوليان مور: إليكترا.
- أناتولي ديفيدوف: نيكولاي تاشليمكوف.
- موس واتسون: كيتشام.
- ستيف كاهان: آلان برانش.
- كاي وولف: ريمي
- مارك كوتس: جيريمي كايل.
- كيلي روان: جينيفر.
- ريد دايموند: بوب.

## معرض صور

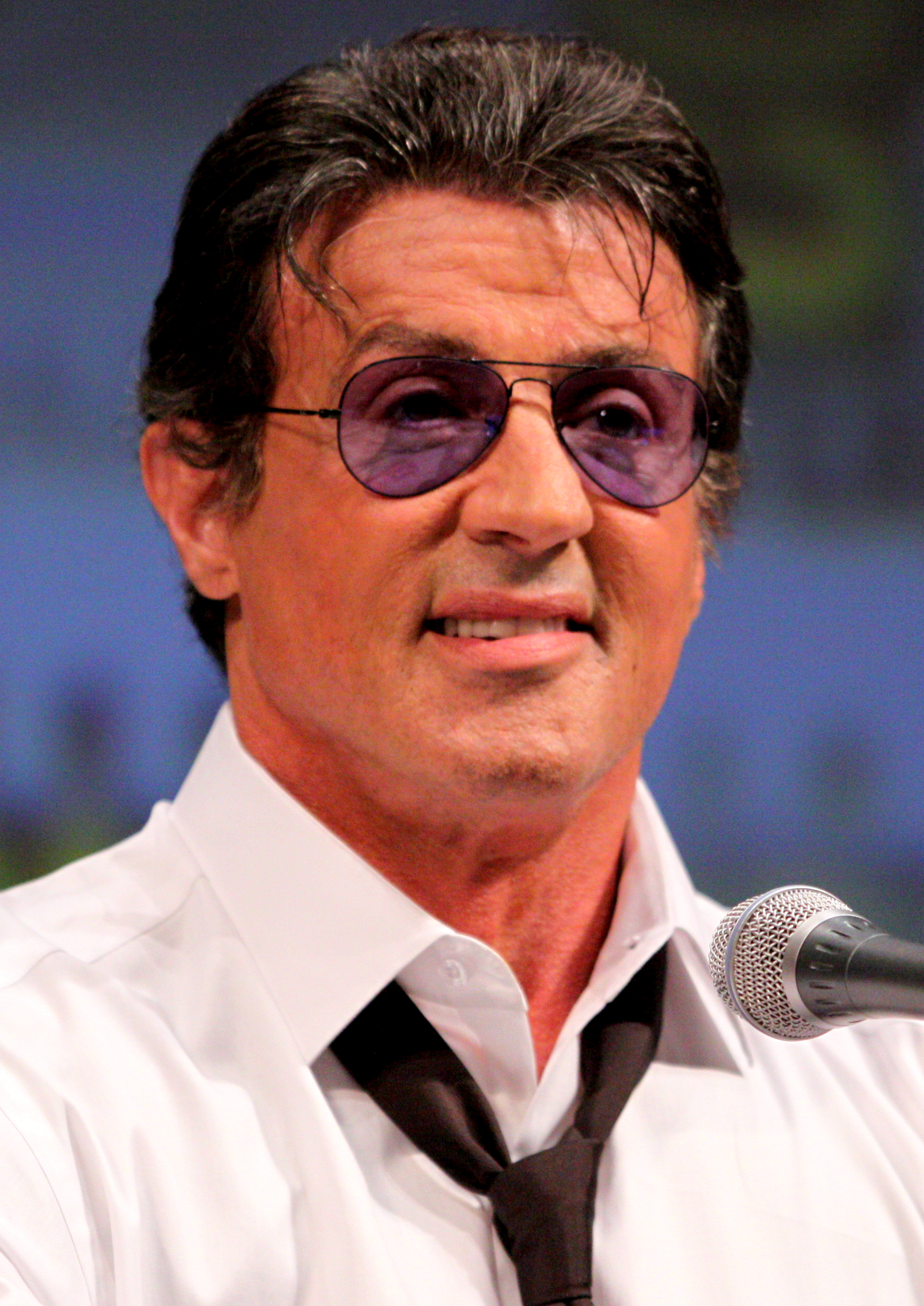
سيلفستر ستالون
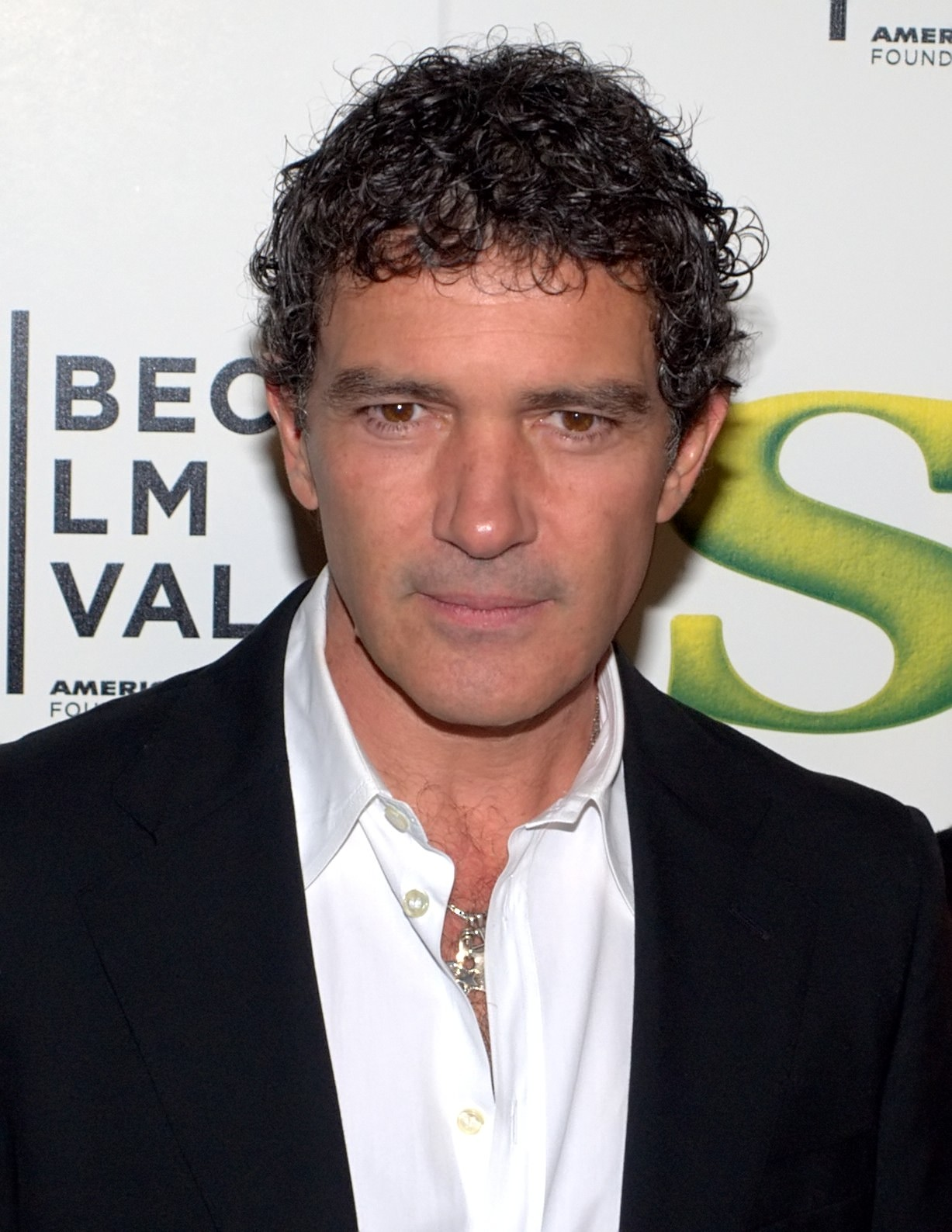
أنتونيو بانديراس
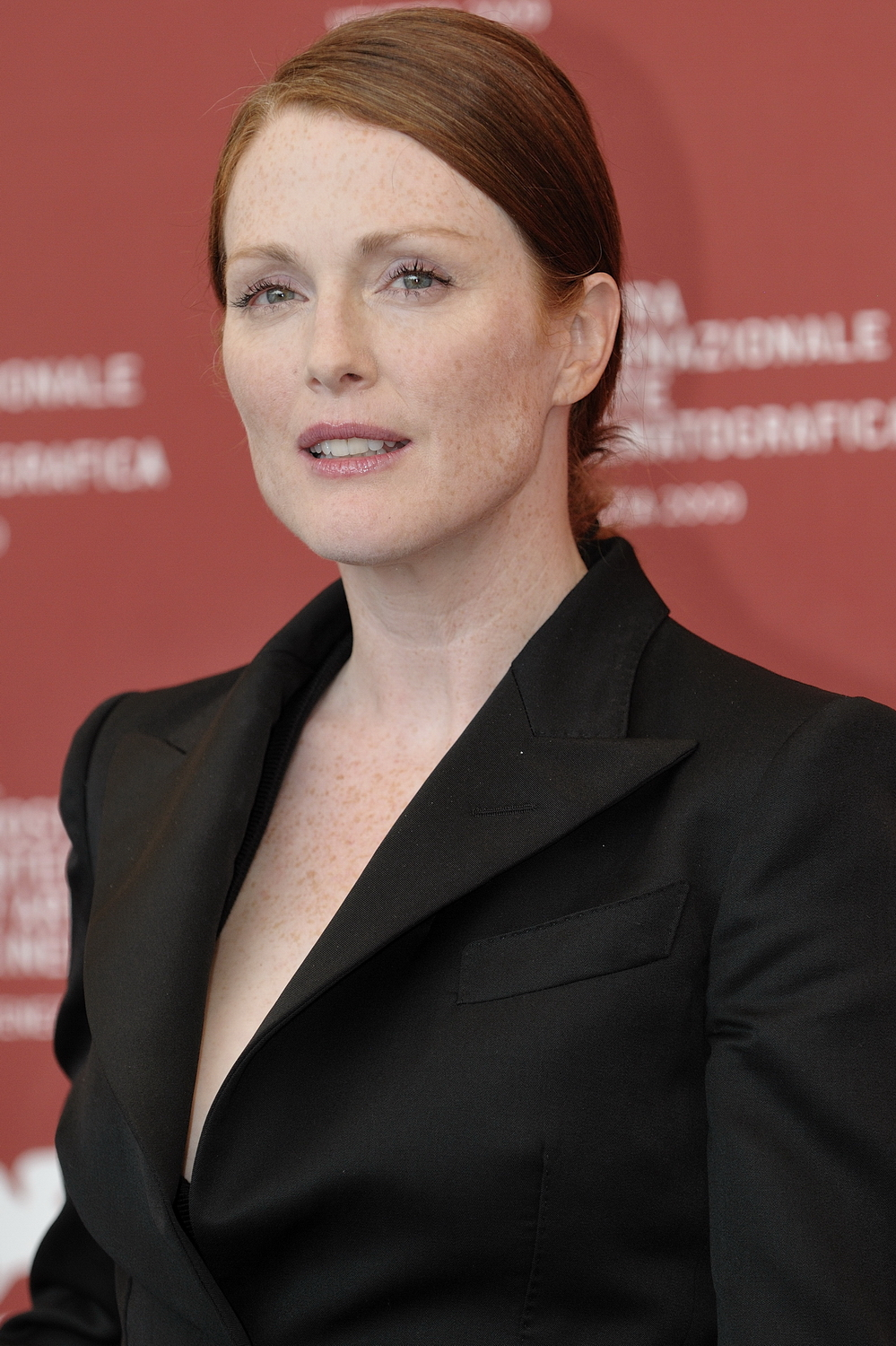
جوليان مور

## روابط خارجية
- مقالات تستعمل روابط فنية بلا صلة مع ويكي بيانات